# Banna (torrente)
Il Banna è un torrente che scorre nelle provincie di Asti e di Torino. Affluente di destra del fiume Po, si getta in esso appena a monte della confluenza in quest'ultimo del Tepice.
Nonostante i due torrenti abbiano bacini idrograficamente indipendenti, per la loro vicinanza e per le caratteristiche geografiche simili essi vengono analizzati insieme nei documenti ufficiali di pianificazione idrica.
Questo corso d'acqua dà il proprio nome alla magnifica tenuta dei marchesi Spinola sita al confine tra Poirino e Villanova d'Asti.

## Percorso
Nasce a circa 300 m s.l.m. da un ramo sorgentizio chiamato Rio Bannetto che nasce tra le colline di Buttigliera d'Asti.

Puntando verso sud raggiunge Villanova d'Asti dove transita nei pressi dell'omonima uscita dell'autostrada Torino-Piacenza e devia il proprio corso verso ovest.
Arriva quindi in provincia di Torino e riceve da destra le acque del Rio Borgallo.
Passato appena a nord di Poirino, dove interseca l'ex SS 29 del Colle di Cadibona, riceve da sinistra l'apporto del Rioverde.
Dopo aver attraversato l'abitato di Santena, scorre tra i comuni di Cambiano, Moncalieri e Villastellone: qui riceve l'importante apporto idrico dal Rio Stellone.
Confluisce infine nel Po poco a sud di Bauducchi (Moncalieri).

## Affluenti principali
- Rio Borgallo (destra);
- Rio Robeirano (sinistra);
- Rio Valgorrera (sinistra);
- Rio Riassolo (destra);
- Rio Santena (destra);
- Rioverde (sinistra);
- Rio Stellone (sinistra);

## Regime
Nonostante il bacino idrografico ridotto, il Banna può vantare di una portata media di 5,7 m³/s, un valore piuttosto elevato considerando il tipo del torrente ed il regime idrologico stesso.

## Problematiche

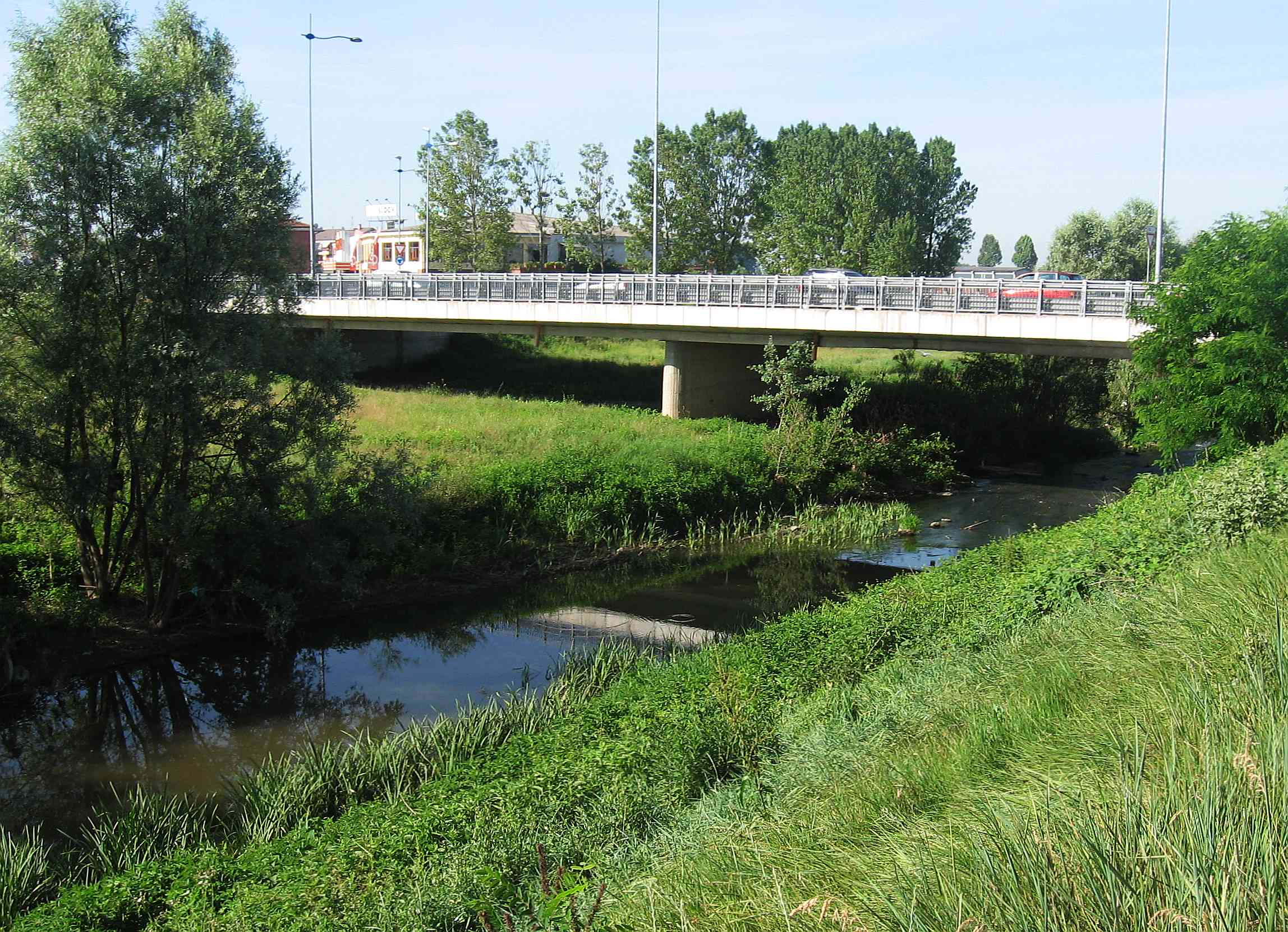
Il ponte sulla ex SS 29 a Poirino

Il corso del torrente è particolarmente inquinato.
L'indice di Stato Ambientale del Corso d'Acqua (SACA) nel 2002 è stato rilevato come "scadente" nelle stazioni di rilevamento di Poirino e di Moncalieri, e l'ittiofauna risulta quasi assente in gran parte del suo corso.

Il Banna ha anche causato vari eventi alluvionali. L'ultimo in ordine di tempo si è verificato nel 1994 quando il torrente ha invaso varie zone di Poirino e Santena, provocando anche un decesso.